# Ceranchia cribrelli
Ceranchia cribrelli är en fjärilsart som beskrevs av Butler 1882. Ceranchia cribrelli ingår i släktet Ceranchia och familjen påfågelsspinnare. Inga underarter finns listade i Catalogue of Life.